# 南関町
南関町（なんかんまち）は、熊本県の北西部に位置している町。町名は古代よりこの地に置かれた関所に由来する。

## 地理
熊本県の西北端部に位置し、北部から西部にかけて福岡県と接している。熊本市から北西へ約50キロメートル。町の北から南東方向へ九州自動車道が通る。
- 山：小岱山・大津山・二城山・三池山・大間（だいま）山
- 河川：関川・内田川

### 隣接している市町村
- 熊本県
  - 玉名市
  - 荒尾市
  - 和水町
- 福岡県
  - 大牟田市
  - みやま市

### 人口
| |                                        |  |
| 南関町と全国の年齢別人口分布（2005年） | 南関町の年齢・男女別人口分布（2005年） |  |
| ■紫色 ― 南関町 ■緑色 ― 日本全国 | ■青色 ― 男性 ■赤色 ― 女性              |  |
| 南関町（に相当する地域）の人口の推移 \| 1970年（昭和45年） \| 14,278人 \| \| \| 1975年（昭和50年） \| 13,086人 \| \| \| 1980年（昭和55年） \| 12,498人 \| \| \| 1985年（昭和60年） \| 12,478人 \| \| \| 1990年（平成2年） \| 12,247人 \| \| \| 1995年（平成7年） \| 12,076人 \| \| \| 2000年（平成12年） \| 11,821人 \| \| \| 2005年（平成17年） \| 11,203人 \| \| \| 2010年（平成22年） \| 10,564人 \| \| \| 2015年（平成27年） \| 9,786人 \| \| \| 2020年（令和2年） \| 8,979人 \| \| |                                        |  |
| 総務省統計局 国勢調査より |                                        |  |
| 1970年（昭和45年） | 14,278人                               |  |
| 1975年（昭和50年） | 13,086人                               |  |
| 1980年（昭和55年） | 12,498人                               |  |
| 1985年（昭和60年） | 12,478人                               |  |
| 1990年（平成2年） | 12,247人                               |  |
| 1995年（平成7年） | 12,076人                               |  |
| 2000年（平成12年） | 11,821人                               |  |
| 2005年（平成17年） | 11,203人                               |  |
| 2010年（平成22年） | 10,564人                               |  |
| 2015年（平成27年） | 9,786人                                |  |
| 2020年（令和2年） | 8,979人                                |  |

### 地名
- 関下
- 関東
- 関外目
- 関町
- 関村
- 細永
- 今（旧賢木村）
- 上長田（旧賢木村）
- 久重（旧賢木村）
- 高久野（旧賢木村）
- 長山（旧賢木村）
- 宮尾（旧賢木村）
- 上坂下（旧坂下村）
- 下坂下（旧坂下村）
- 相谷（旧大原村）
- 肥猪（旧大原村）
- 肥猪町（旧大原村）
- 小原（旧大原村）
- 豊永（旧大原村）
- 四ツ原（旧米富村）

## 歴史

### 奈良時代
この地域に官道（現在でいう国道）の重要な駅（大水駅）が置かれたとされている。

### 平安時代
927年完成の『延喜式』兵部省諸国駅伝馬条によれば、この地域に宿駅が置かれたとされている。
平家物語の中に、南関町の関所が書かれた一節がある。「肥後国、菊池の武将である菊池二郎高直は、平安時代末期、絶大な権力を握った平氏に仕えたが、源氏との戦いに敗れ、安徳天皇、平宗盛と共に九州の大宰府に逃げのびた。その後、菊池二郎高直は大宰府から『大津山の関あけてまいらせん。』と言って、自領である肥後国菊池へ戻ったきり帰ってこなかった。」と書かれている。
平家物語巻八 - 菊池二郎高直は都より平家の御供に候けるが、「大津山の関あけて参らせん」とて、肥後国にうちこえて、己が城に引つこもり、召せども召せども参らず。
つまり高直は「肥後国に入る場所にある大津山の関は、警戒が厳重で簡単に通れない関所なので、自分が先に行ってあとから逃げて来る人たちが関所を通れるようにしておきます。」と言って、自分だけさっさと領地の菊池に逃げ戻ったということである。

### 安土桃山時代
織田信長の死後、全国統一を進めていた豊臣秀吉が、最後まで抵抗していた薩摩の島津氏を征討するために九州に来たときに、南関を通っている。その時、秀吉にお茶を献上するために汲まれたとされる湧水が、今も「太閤水（たいこうみず）」として大津山公園の一角に残っている。

### 江戸時代
豊前街道は豊後街道・薩摩街道・日向街道とならぶ「九州四大街道」のひとつで、熊本の城下から南関を経て豊前・小倉を結ぶ、参勤交代路であった。南関は筑後国と肥後国の国境という交通の要地に位置した街道の警備の拠点であり、現在の南関町の中心部近くには、関所と南関番所が置かれた（関所は、大津山の関、松風（まつかぜ）の関とも呼ばれていたが、関所がおかれた正確な場所は、いくつかの説があり現在もはっきりしていない。福岡県山川町と南関町の県境付近に置かれていたという説や、北の関と南の関の二つがおかれていたという説がある）。
また、参勤交代の道中、肥後藩主らが休息をとった「御茶屋」は、現在、豊前街道南関御茶屋跡として保存されている。
肥後国熊本藩初代藩主である細川忠利も、寛永九年（1632年）の肥後入国の際に南関で休息をとり、熊本に向った。

### 近現代
西南戦争の際、官軍征討総督有栖川宮熾仁親王が、関町の正勝寺を大本営とし、高瀬・山鹿方面への出兵の指揮を執った。
- 1889年（明治22年）4月1日 - 町村制施行により、玉名郡関町、関下村、関村、関外目村、関東村および細永村の一部の区域をもって南関町が成立。
- 1955年（昭和30年）4月1日 - 大原村、賢木村、坂下村、米富村と新設合併し、改めて南関町が発足。
- 1956年（昭和31年）1月1日 三ツ川地区を玉名市に編入。

近隣の玉名市等と合併を協議していたが、2004年11月に断念した。

## 行政
- 町長：佐藤安彦（2014年4月9日就任）[1][2]

### 歴代町長
- 北原義正 （1982年 - 1990年）[1]
- 大石駿四郎 （1990年 - 2002年）[1]
- 上田数吉 （2002年 - 2014年）[1]

### 町役場新庁舎（2022年-）

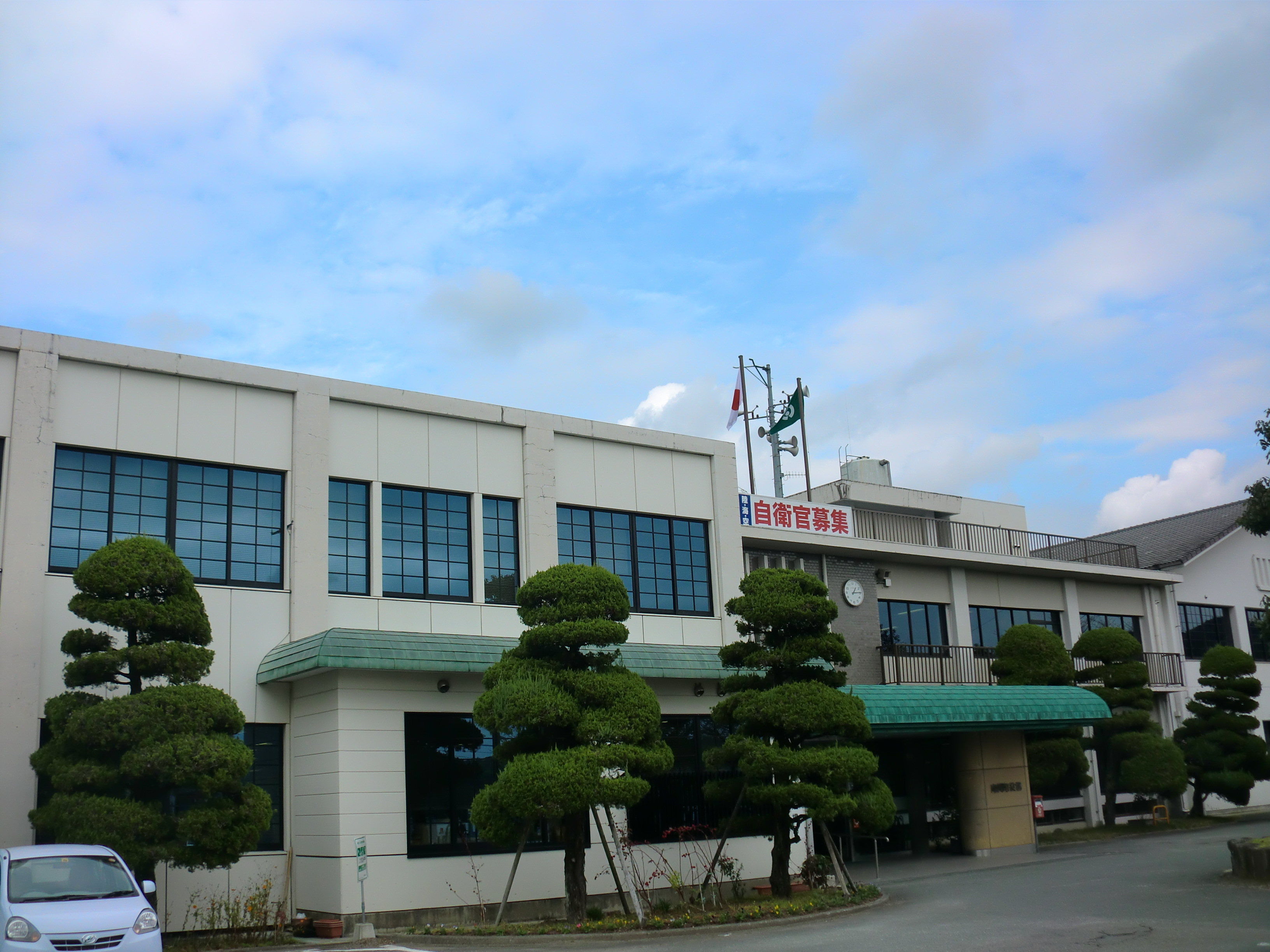
南関町役場（旧庁舎）

1966年（昭和41年）に建てられた鉄筋コンクリート造2階建ての旧庁舎は老朽化が進行し、また2012年（平成24年）に耐震強度不足と診断されたことから、町では2013年から町役場新庁舎の検討を始め、2018年（平成30年）に熊本県から旧南関高校の敷地・校舎の無償譲渡を受け、2020年（令和2年）6月から同校の校舎を一部改修・活用して増築する形で新庁舎を建設し、2022年（令和4年）1月4日から新庁舎に移転して業務を開始した。新庁舎は敷地面積35,208m2。木造2階建ての庁舎本館と鉄骨造3階建ての庁舎北館・南館がある。

## 経済
- 2004年度町内総生産 350億円

## 教育

### 高等学校
現在はなし。2017年3月までは熊本県立南関高等学校があったが、統合により廃校となった。

### 小・中学校
町立
- 南関中学校
- 南関第一小学校
- 南関第二小学校
- 南関第三小学校
- 南関第四小学校

## 交通

### 鉄道
九州新幹線が町内西部を通過するが駅は無い。鉄道を利用する際の最寄りはJR九州九州新幹線新大牟田駅または鹿児島本線銀水駅。
戦前に福岡県山門郡瀬高町から南関町まで、東肥鉄道→九州肥筑鉄道の路線が延びていた（1938年廃止）。また、肥筑鉄道による荒尾～南関町大原の鉄道計画が存在したが実現することはなかった。

### 道路

#### 高速道路
- 九州自動車道

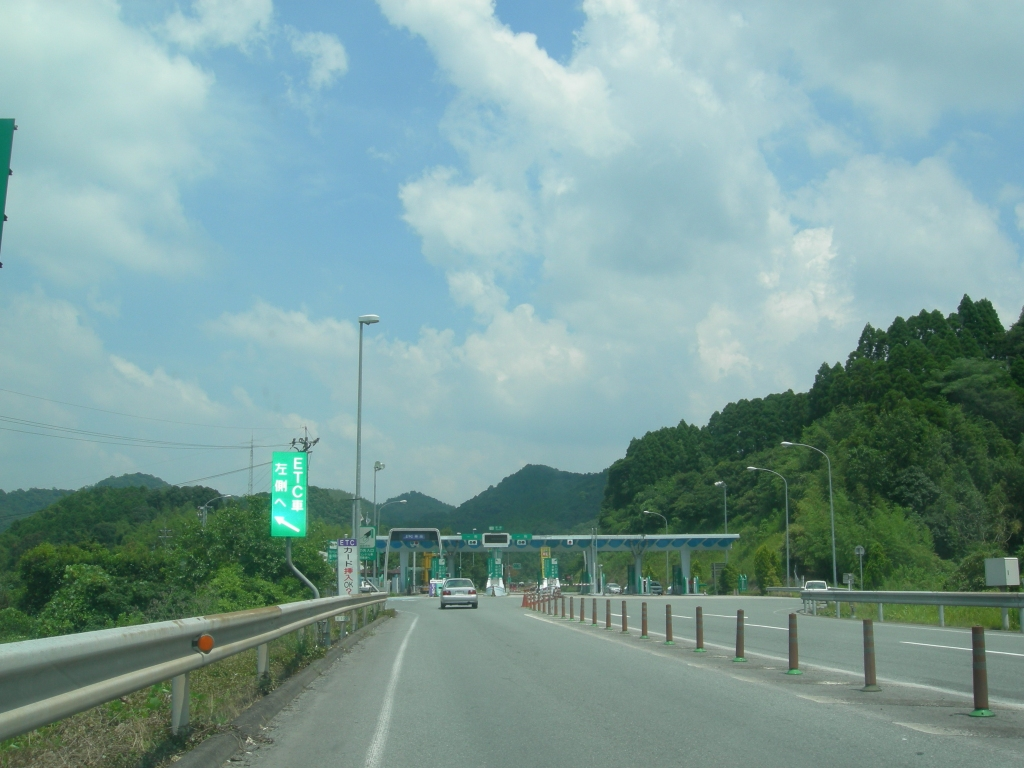
南関インターチェンジ

  - 南関インターチェンジ - 玉名パーキングエリア

#### 一般国道
- 国道443号

#### 県道
主要地方道
- 熊本県道3号大牟田植木線
- 熊本県道4号玉名八女線
- 熊本県道5号大牟田南関線
- 熊本県道10号南関大牟田北線
- 熊本県道29号荒尾南関線

### バス

#### 高速バス
- 九州自動車道小原バス停より「ひのくに号」が利用可能（福岡空港 - 熊本間の各停系統のみ停車）。

#### 路線バス
（括弧）内の数字はバス会社の地域系統を表示
- 産交バス：南関町と玉名市を結ぶ路線、和水町を経由して南関町と山鹿市中心部を結ぶ路線がある。町の中心市街地の北東側にある南関上町バス停を起終点としており、それとは別に中心市街地の町役場近くに待合室のある南関ターミナルを設けている。

（31）南関上町 - 南関町役場 - うから館 - 迎町 - 小原 - 坂下 - 石貫 - 北稜高校 - 玉名駅前
（45）南関上町 - 南関町役場 - うから館 - 迎町 - 小原 - 三加和温泉 - 平山温泉 - 山鹿市役所前
- 西鉄バス大牟田：西鉄バスグループ。南関町と大牟田市を結ぶ路線を運行する。中心市街地近くに待合室（南関バス停）を設けているが、九州産交バスの南関ターミナルとは場所が異なる。2系統が運行されているが、南関町内全域を含む南関町役場 - 大牟田市立病院間は同一経路である。

（55）南関町役場 - 南関 - うから館 - 新大牟田駅前 - 吉野 - 田隈 - 通町 - 大牟田駅前 - 大牟田市立病院 - 西鉄大牟田営業所
（55-1）南関町役場 - 南関 - うから館 - 新大牟田駅前 - 吉野 - 田隈 - 通町 - 大牟田駅前 - 大牟田市立病院 - 延命公園・動物園前 - 西鉄大牟田営業所

##### 過去
JR九州バス（山鹿線）→産交バス（瀬高線）
- かつては南関町および和水町を経由して福岡県みやま市（旧・瀬高町および旧・山川町）と山鹿市や菊池市・大津町を結ぶJR九州バス山鹿線の路線バスが運行されていたが、2006年3月1日に廃止され、路線は山鹿市で分離して「瀬高 - 山鹿間」を産交バスに譲渡された。産交バスに引き継がれた区間のうち2009年10月1日に瀬高駅 - 南関上町間が廃止されたため、みやま市方面に行く路線バスは無くなった。

産交バス
- 熊本市方面は、和水町（旧菊水町・江田） - 鹿央町 - 植木町経由して熊本市を結ぶ路線（産交バス・A6-1系統）があったが、2019年10月1日をもって、坂下 - 内田バス停間が廃止され、和水町江田方面へ連絡するバス路線はなくなった。

路線は（38）菊水ロマン館 - 植木一丁目（現・寺尾病院前）間に短縮。
- 玉名市方面は、現有路線の（31）玉名駅前行きの他に（33）南関上町 - 南関町役場 - うから館 - 迎町 - 小原 - 坂下 - 石貫 - 新玉名駅 - くまもと県北病院系統があったが上記の（31）系統と統合し路線末端の新玉名駅と県北病院便は廃止した。

西鉄バス大牟田
- 南関町と大牟田市を結ぶ路線バスとしては、上記のほかに荒尾市庄山を経由する西鉄バス大牟田の路線（25番系統）があったが、2018年1月1日に南関 - 庄山間が廃止された。

南関 - 庄山の区間は南関町オンデマンドバスで対応。

## 名所・旧跡・観光スポット・祭事・催事・特産品
- 豊前街道南関御茶屋跡 - 国指定史跡。江戸時代に参勤交代時の藩主の休憩・宿泊施設として建てられた建物。
- 大津山下ッ宮の椋の木 - 南関第一小学校の校庭にあるムクノキの古木。
- 大津山阿蘇神社
- 大津山公園
- 南の関うから館 - 1998年に開館した多目的施設であるが、2019年に温泉施設が閉鎖され、会議室や調理実習室のみ利用可能。
- セキアヒルズ
- 北原白秋生誕歌碑
- 鷹ノ原城跡
- 城ノ原官軍墓地 - 西南戦争の南関町周辺での戦闘で戦死した官軍兵士の墓地。
- 特産品センターなんかんいきいき村 - 国道443号沿いに位置する物産館。

### 祭事・イベント
- 関所祭り（毎年11月第3日曜日）
- なんかん夏まつり（ぎおんさん）（毎年8月第1土曜日） - 大牟田にもあるが大蛇の制作は南関である。
- GET21なんかん音と光のカウントダウン（1999年-2001年にかけて大津山を舞台に開催された地元住民手作りの世紀越えイベント。ふるさとイベント大賞-ミレニアム・世紀越え部門賞-受賞。）
- ふるさと関所健康マラソン大会（毎年4月29日）

### 特産品
- 南関そうめん[6]
- 南関あげ[6]
- 南関煮しめ[6]
- 小代焼（小岱焼）
- 米

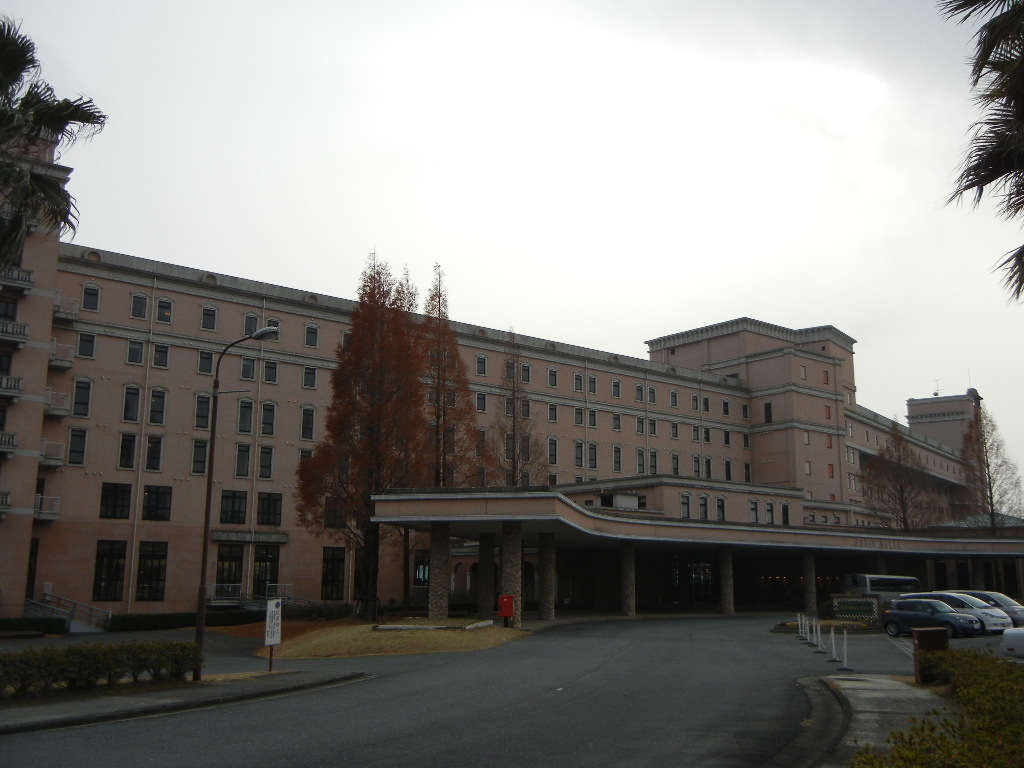
ホテルセキア
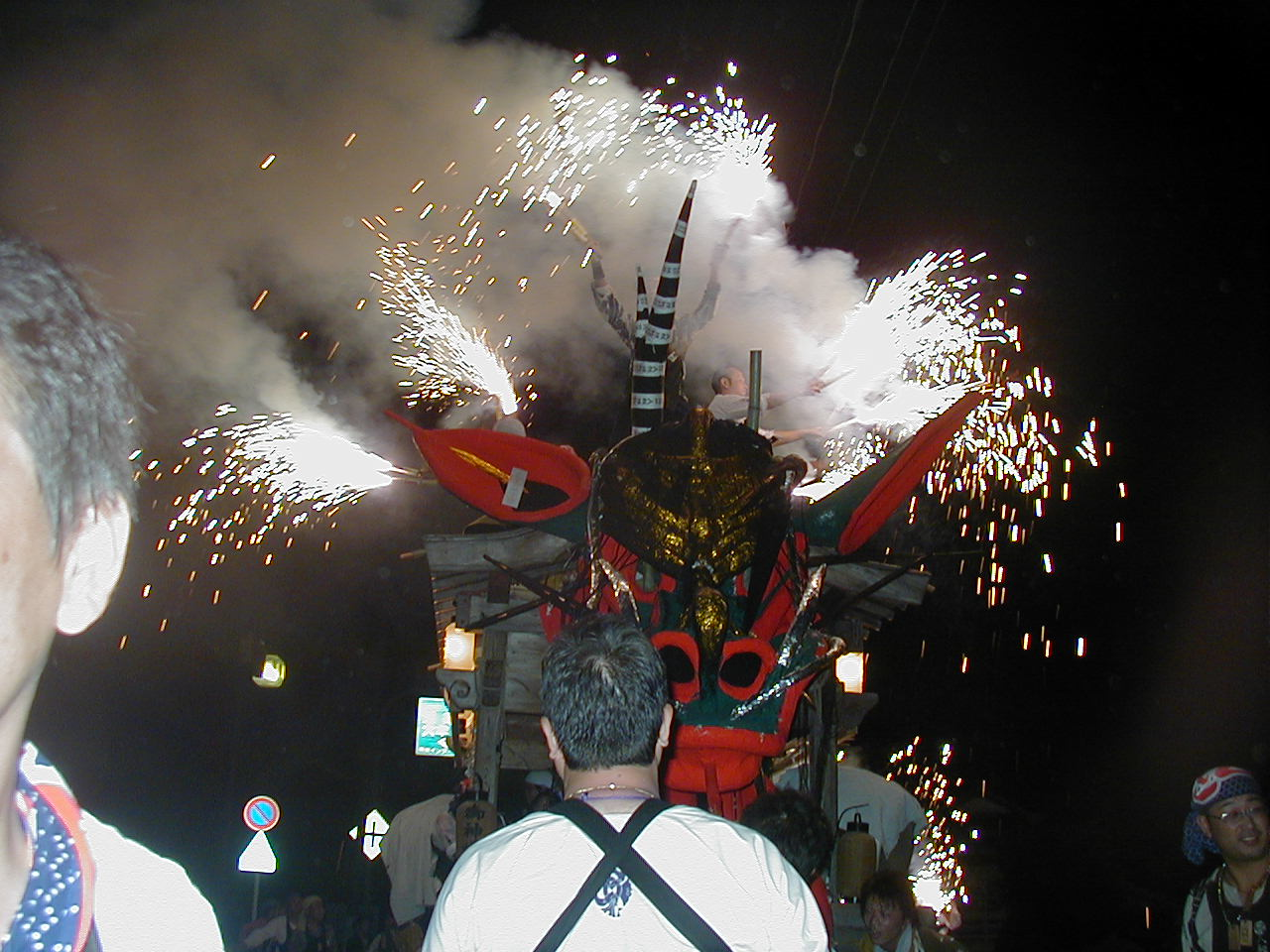
なんかん夏まつり
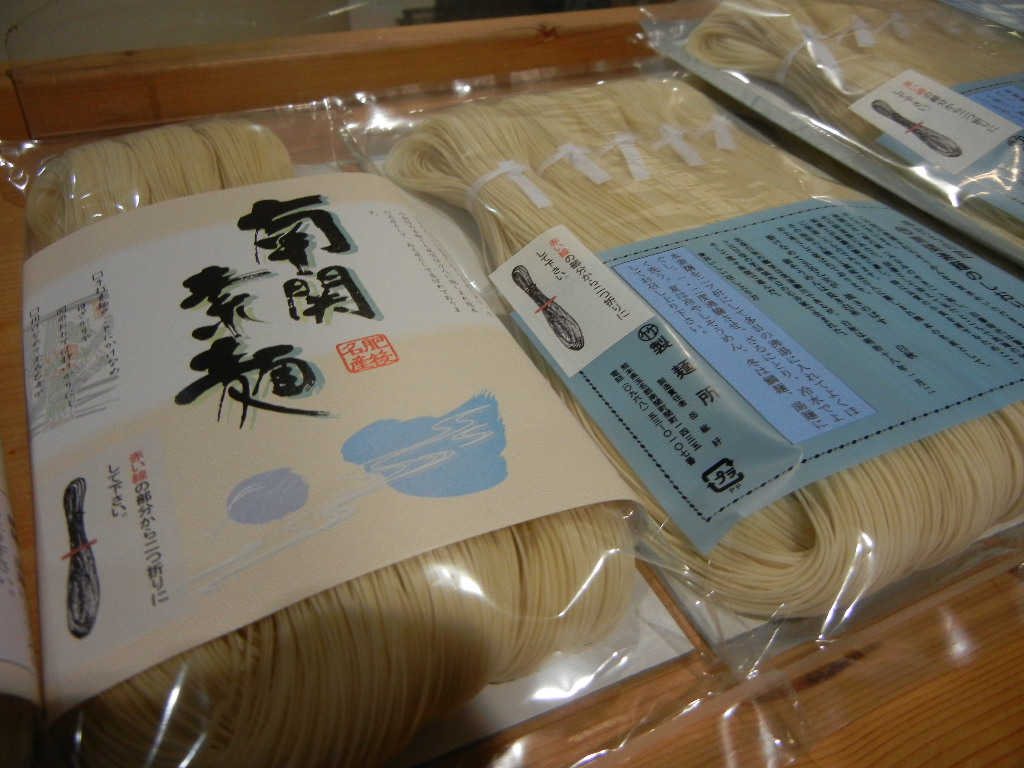
南関素麺
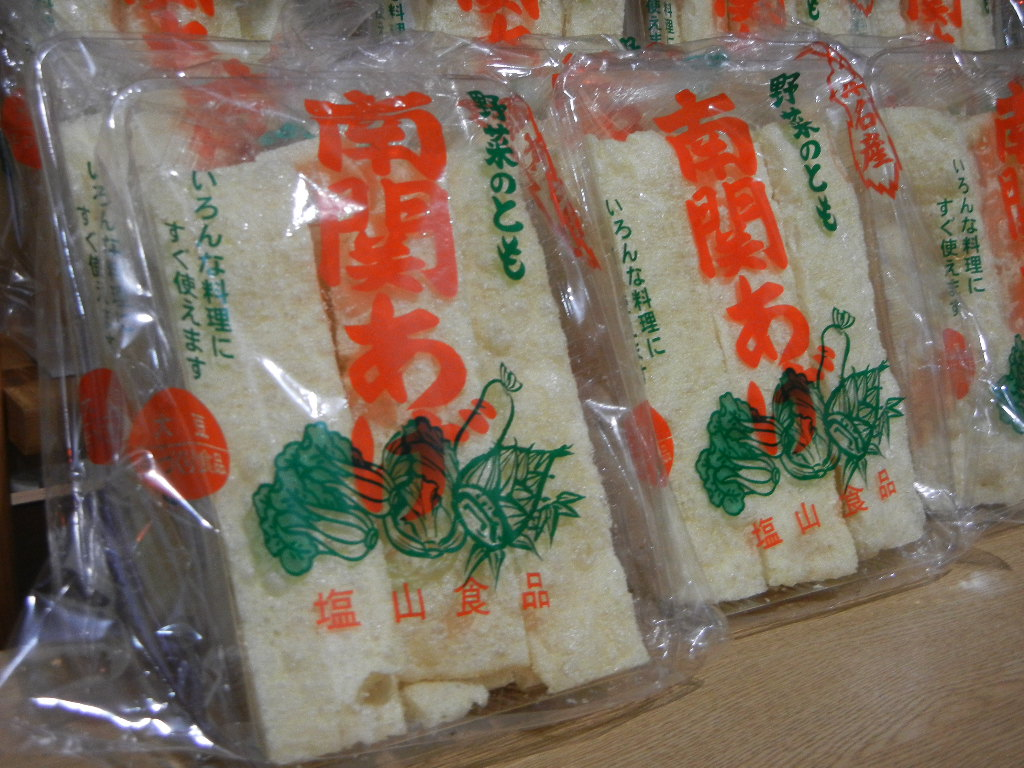
南関あげ

## 出身有名人
- 中川州男（陸軍軍人：陸軍中将）
- 山鹿良之（肥後琵琶師）
- 本田良一（元参議院議員）
- 谷崎旭寿（小説家）
- 井上真二（プロ野球選手）
- 立山広喜（柔道選手）
- 浦田理恵（パラリンピックゴールボール選手）
- 永松幾五郎（牧師）
- ハルカハミングバード（シンガーソングライター）
- 大里桃子（プロゴルファー）

### 出生し、その後他所で育った有名人
- 北原白秋（歌人、福岡県柳川育ち）
- 真弓明信（元プロ野球選手・阪神タイガース監督、福岡県大牟田市育ち）
- 江上トミ（料理研究家、熊本県芦北町育ち）